# بريتشة (غيزانية)
بريتشة (بالفارسية: بریچه) هي قرية وتقع في إيران في قسم غيزانية الريفي. يقدر عدد سكانها بـ 29 نسمة .